# Timer 555
555 (nazywany też NE 555) – układ scalony (chip) pozwalający na realizację wielu funkcji, np. układu czasowego (timera) czy multiwibratora (generatora przebiegów prostokątnych).
Układ ten został zaprojektowany i skonstruowany przez Hansa R. Camenzinda w 1970 roku, wprowadzony do sprzedaży w 1971 roku przez firmę Signetics (przejętą później przez Philips). Jego oryginalnym oznaczeniem był SE555/NE555, był też nazywany „The IC Time Machine” (układ scalony – maszyna czasu). Dzięki swojej prostocie użytkowania, niskiej cenie i dobrej stabilności jest wciąż w użyciu. Do 2003, corocznie produkowano miliard takich układów.
Timer 555 jest jednym z najpopularniejszych i najbardziej wszechstronnych układów, które kiedykolwiek wyprodukowano. Składa się z 23 tranzystorów, 2 diod i 16 rezystorów na płytce krzemowej, umieszczonej w 8-nóżkowej obudowie. Układ 556 to podwójna wersja układu 555 w 14-nóżkowej obudowie. Układ 558 to poczwórna wersja 555 (z małymi modyfikacjami) umieszczona w obudowie 16-nóżkowej (końcówki DIS i THR są wewnętrznie połączone, TR reaguje na zbocze opadające sygnału zamiast na poziom napięcia). Dostępne są także wersje wykonane w technologii CMOS, o obniżonym poborze mocy i zmniejszonych prądach upływu wejść progowych, co pozwala na zastosowanie większych wartości rezystorów (dłuższe czasy impulsów, obniżenie poboru prądu, zwiększenie stabilności odmierzania czasu przez zastosowanie kondensatorów nieelektrolitycznych, jednak tego typu układy są wrażliwe na elektryczność statyczną). Do grupy układów CMOS należą TLC555 (Texas Instruments) czy ICM7555 (Intersil).
555 ma trzy tryby działania:
- monostabilny: 555 funkcjonuje jako wyzwalany generator pojedynczego impulsu. Zastosowania tego trybu to np. układy czasowe, wykrywacze brakującego impulsu, likwidacja odbić styków przełączników, przełączniki dotykowe, dzielniki częstotliwości, układy do pomiaru pojemności, wytwarzanie przebiegów o zadanej szerokości impulsów (przy pobudzaniu z układu astabilnego) itp.
- astabilny: 555 może działać jako generator impulsów lub przebiegów prostokątnych. Tryb ten jest używany we wszelkiego rodzaju migaczach (z diodami LED lub żarówkami), generowania przebiegów akustycznych itp.
- bistabilny: 555 działa jako przerzutnik dwustanowy (flip-flop). W tym trybie pracy końcówka DIS nie jest wykorzystywana i nie używa się kondensatora. Stosowany jest, np. do likwidacji skutków odbić styków w przełącznikach, czy jako elementy pamięciowe.

## Użycie

Schemat wyprowadzenia pinów układu NE 555

Poszczególne piny układu 555 mają następujące funkcje:
| Nr | Nazwa               | Funkcja |
| -- | ------------------- | --- |
| 1  | GND                 | Masa, stan niski.                                                                                             |
| 2  | TR (Trigger)        | Wejście komparatora 1/3 UCC. Krótki impuls ze stanu wysokiego na niski uruchamia timer.                       |
| 3  | Q (Output)          | Wyjście impulsów stanu wysokiego. Stan wysoki na tym wyjściu wynosi ok. UCC – 1,4 V                           |
| 4  | R (Reset)           | Podanie stanu niskiego (U < 0,5 V) powoduje ustawienie na wyjściu stanu niskiego i rozładowanie kondensatora. |
| 5  | CV (ControlVoltage) | Wejście sterowania napięciowego. Ustala progi zadziałania komparatorów układu 555.                            |
| 6  | THR (Threshold)     | Impuls wyjściowy kończy się, gdy napięcie na tej końcówce przekroczy 2/3 UCC                                  |
| 7  | DIS (Discharge)     | Kolektor tranzystora rozładowującego kondensator obwodu czasowego.                                            |
| 8  | VCC                 | Napięcie zasilania (od +5 V do +15 V).                                                                        |

### Układ monostabilny
Czas trwania impulsu wyjściowego ustawiamy przy pomocy jednego kondensatora i jednego rezystora:
Czas trwania impulsu wyjściowego wyraża się wzorem:
{\displaystyle t=\ln(3)\cdot R\cdot C\approx 1{,}0986\cdot R\cdot C\approx 1{,}1\cdot R\cdot C,}
gdzie:
R – w omach (wielokrotności 1 kΩ = 1000 Ω, 1 MΩ = 1000 kΩ = 1 000 000 Ω),
C – w faradach (podwielokrotności 1 μF =0,000001 F = 10^(-6)F, 1nF = 0,000000001 F = 10^(-9)F).
Układ działa następująco:
Impuls (stan wysoki-stan niski-stan wysoki) podany na wejście TR (nóżka 2) ustawia wewnętrzny przerzutnik dwustanowy w układzie 555, co powoduje ustawienie na wyjściu stanu wysokiego (w przybliżeniu Ucc-1,4 V) i wyłączenie tranzystora rozładowującego (podłączonego do nóżki 7 układu 555). Kondensator zaczyna się ładować przez rezystor R, napięcie na nim zaczyna narastać według wzoru:
{\displaystyle Uc=U7+(Ucc-U7)\cdot (1-e^{\frac {-t}{R\cdot C}}),}
gdzie:
U7 – napięcie na nasyconym tranzystorze rozładowującym (80 mV do 1 V – zależy to od prądu płynącego przez R przy włączonym tranzystorze rozładowującym).
Ponieważ zwykle napięcie zasilania Ucc jest dużo większe niż napięcie U7 nasycenia tranzystora rozładowującego podłączonego do końcówki 7 układu, to napięcie U7 pomija się we wzorze i upraszcza się on do postaci:
{\displaystyle Uc=Ucc\cdot (1-e^{\frac {-t}{R\cdot C}}).}
Gdy napięcie na kondensatorze osiągnie poziom zadziałania komparatora kasującego podłączonego do wejścia THR, to nastąpi ustawienie na wyjściu stanu niskiego oraz włączenie tranzystora rozładowującego kondensator.
Czas impulsu wyznacza się z porównania napięcia ładującego się kondensatora z poziomem odniesienia komparatora (to napięcie jest równe na końcówce 5 (Cv) układu):
{\displaystyle U5=Ucc\cdot (1-e^{\frac {-t}{R\cdot C}}).}
Po przekształceniu czas trwania impulsu wyraża się wzorem:
{\displaystyle t=R\cdot C\cdot \ln \left({\frac {Ucc}{Ucc-U5}}\right).}
Jeżeli końcówka 5 nie jest do niczego podłączona lub jest do niej podłączony kondensator filtrujący (najczęściej 10 nF), wówczas napięcie U5 jest ustalone wewnętrznym dzielnikiem napięcia na poziomie U5=(2/3)*Ucc i wzór upraszcza się do postaci:
{\displaystyle t=R\cdot C\cdot \ln \left({\frac {Ucc}{Ucc-U5}}\right)=R\cdot C\cdot \ln \left({\frac {Ucc}{Ucc-{\frac {2}{3}}\cdot Ucc}}\right)=R\cdot C\cdot \ln(3).}
Ze względu na czasy opóźnień pomiędzy impulsem wyzwalającym a zmianą sygnału na wyjściu, czasy narastania i opadania sygnału na wyjściu oraz wpływ pojemności montażowych powodujących spore odchyłki C przy małych jego wartościach (rzeczywista wartość C to suma pojemności kondensatora i pojemności montażowej) sensowne minimalne czasy impulsów wyjściowych nie powinny schodzić niżej niż 10 μs.
Zalecane wartości rezystancji R powinny być wybierane z zakresu 1 kΩ do 1 MΩ, a pojemności z zakresu 1 nF do 100 μF. W przypadku układów o podwyższonej stabilności należy stosować kondensatory o niskim współczynniku temperaturowym pojemności (dla większych pojemności kondensatory tantalowe). Wartości rezystorów należy wybierać z dostępnych szeregów wartości tych elementów lub zastosować szeregowe połączenie rezystora nastawnego i rezystora stałego (minimum 1kΩ) ustalającego zakres regulacji czasu impulsu.
W trybie pracy monostabilnej napięcie sterujące na nóżce 5 może się zmieniać w zakresie 45% do 90% napięcia zasilania, co pozwala na zmianę czasu trwania impulsu bez zmiany parametrów elementów R i C. Kondensator o pojemności 10nF do 100 nF włączony pomiędzy końcówkę 5 (Cv) a masę zwiększa odporność układu na zakłócenia i przypadkowe wyzwolenia.
Uwaga: Przy sterowaniu czasem trwania impulsu przy pomocy napięcia podawanego na końcówkę 5 (Cv) układu 555, zmienia się także poziom odniesienia dla komparatora wyzwalającego podłączonego do końcówki 2. Poziom odniesienia wejścia wyzwalania wynosi połowę napięcia U5.

### Układ astabilny
W trybie astabilnym, czas trwania stanu wysokiego na wyjściu wyraża się wzorem
{\displaystyle t_{1}=\ln(2)\cdot (R1+R2)\cdot C,}
a czas trwania stanu niskiego
{\displaystyle t_{2}=\ln(2)\cdot R2\cdot C.}
Uwaga: Dla tego schematu współczynnik wypełnienia impulsu jest zawsze większy od 50%!
Częstotliwość sygnału wyjściowego wyraża się wzorem
{\displaystyle f_{OUT}={\frac {1}{t_{1}+t_{2}}}.}

## Parametry
Te parametry odnoszą się do NE555. Inne timery 555 mogą mieć lepsze parametry, w zależności od zastosowania (wojskowe, medyczne itp.).
| Napięcie zasilania (VCC)     | 4,5 do 15 V |
| Prąd zasilania (VCC = +5 V)  | 3 do 6 mA   |
| Prąd zasilania (VCC = +15 V) | 10 do 15 mA |
| Prąd wyjściowy (maximum)     | 200 mA      |
| Pobór mocy                   | 600 mW      |
| Temperatura działania        | 0 do 70 °C  |

## Pochodne
Różne firmy wyprodukowały wiele kompatybilnych pinowo wariantów, włączając wersje CMOS. 555 znany jest także pod następującymi oznaczeniami (różni producenci):
| Producent               | Model                   | Uwagi         |
| ----------------------- | ----------------------- | ------------- |
| CEMI                    | ULY7855                 |               |
| ECG Philips             | ECG955M                 |               |
| Exar                    | XR-555                  |               |
| Fairchild Semiconductor | NE555/KA555             |               |
| Harris                  | HA555                   |               |
| Intersil                | SE555/NE555/ICM7555     |               |
| Lithic Systems          | LC555                   |               |
| Maxim                   | ICM7555                 | CMOS z 2 V    |
| Motorola                | MC1455/MC1555           |               |
| National Semiconductor  | LM1455/LM555/LM555C     |               |
| National Semiconductor  | LMC555                  | CMOS z 1,5 V  |
| NTE Sylvania            | NTE955M                 |               |
| Raytheon                | RM555/RC555             |               |
| RCA                     | CA555/CA555C            |               |
| Samsung                 | KA555                   |               |
| Sanyo                   | LC7555                  |               |
| STMicroelectronics      | NE555N/ K3T647          |               |
| Texas Instruments       | SN52555/SN72555; TLC555 |               |
| ZSRR                    | K1006ВИ1                |               |
| Zetex                   | ZSCT1555                | minimum 0,9 V |